# 慈徳院 (織田信長側室)
慈徳院（じとくいん、生没年不詳）は、安土桃山時代の女性。織田信長の側室。三の丸殿の生母。名は不詳。法号が慈徳院殿一枝宗桂大姉。

## 略歴
滝川一益の親族と伝わり、『妙心寺史』ではその娘とする。兄は妙心寺56世・九天宗瑞。
信長の嫡男・信忠の乳母を務めたことが縁で、信長の目に留まって側室となり、後に豊臣秀吉の側室となる信長の娘の三の丸殿を産んだ。また一益には信長の女婿とする説もあるが、信忠と九天宗瑞・慈徳院とは従兄弟の関係あったとする説もある。いずれにしても、織田家とは所縁が深かったことになる。
本能寺の変の後は、信忠を弔うために妙心寺内に大雲院を建立した。「大雲院」は信忠の法名であり、九天住持が大雲院の開山となったとされる。これは一益が建立した長興院（暘谷庵）と後に合併されており、織田一族で一益女婿の津田秀政らも葬られている。